# Санфорд (Флорида)
Санфорд (енгл. Sanford) град је у америчкој савезној држави Флорида. По попису становништва из 2010. у њему је живело 53.570 становника.

## Демографија
Према попису становништва из 2010. у граду је живело 53.570 становника, што је 15.279 (39,9%) становника више него 2000. године.
| Група             | 2000.          | 2010.          |
| Белци             | 20.911 (54,6%) | 24.096 (45,0%) |
| Афроамериканци    | 12.308 (32,1%) | 16.332 (30,5%) |
| Азијати           | 403 (1,1%)     | 1.504 (2,8%)   |
| Хиспаноамериканци | 3.974 (10,4%)  | 10.844 (20,2%) |
| Укупно            | 38.291         | 53.570         |